# خوان کوئرو
خوان کوئرو (انگلیسی: Juan Quero؛ زادهٔ ۱۷ اکتبر ۱۹۸۴) بازیکن فوتبال اهل اسپانیا است.
از باشگاه‌هایی که در آن بازی کرده‌است می‌توان به باشگاه فوتبال هرکولس، باشگاه فرهنگی ورزشی دبی، باشگاه فوتبال رایو وایکانو، باشگاه فوتبال بوریرام یونایتد، باشگاه فوتبال نومانسیا، باشگاه فوتبال رئال مادرید، باشگاه فوتبال راتچابوری، باشگاه فوتبال بیرکیرکارا، باشگاه فوتبال چونبوری، باشگاه فوتبال آلکورکون، باشگاه فوتبال الچه، باشگاه فوتبال لاس پالماس، و باشگاه فوتبال کوردوبا اشاره کرد.